# Paul Kohlhoff
Paul Kohlhoff, né le 26 juin 1995 à Brême, est un skipper allemand, évoluant notamment en multicoque Nacra 17. Ses frères Max et Johann sont également skipper au sein à l'époque de la même équipe SVB Team Germany. Paul réside à Kiel, où il a étudié l'informatique à l'Université Christian-Albrecht.

## Carrière
Paul Kohlhoff est devenu champion d'Europe junior en 2014. Un an plus tard, il défend son titre qu'il conserve mais remporte en plus le titre de champion du monde junior. La même année, il termine cinquième aux championnats du monde seniors. Aux Jeux Olympiques de Rio de Janeiro en 2016, Kohlhoff a terminé 13e de la régate Nacra 17 associé à Carolina Werner.
Un an plus tard, on lui diagnostique une hémorragie cérébrale après un grave mal de tête à l'hôpital près du camp d'entraînement de Majorque ; après une longue phase de rééducation, il peut retourner à la compétiton en 2018 en s'associatioant avec Alica Stuhlemmer.
En mai 2021, l'équipage participe aux Jeux Olympiques de 2020 à Tokyo après s'être classé respectivement 4e et 3e lors de la semaine de Kiel 2019 et 2020. Les deux réussissent à remporter la médaille de bronze, et pour cette distinction, ils reçoivent le 8 novembre 2021 la médaille Silbernes Lorbeerblatt des mains du président fédéral Frank-Walter Steinmeier.